# Рок-Голл (Меріленд)
Рок-Голл (англ. Rock Hall) — місто (англ. town) в США, в окрузі Кент штату Меріленд. Населення — 1198 осіб (2020).

## Географія
Рок-Голл розташований за координатами 39°8′17″ пн. ш. 76°14′28″ зх. д. / 39.13806° пн. ш. 76.24111° зх. д. (39.138089, -76.241177).  За даними Бюро перепису населення США в 2010 році місто мало площу 4,02 км², з яких 3,47 км² — суходіл та 0,55 км² — водойми.

## Демографія
Згідно з переписом 2010 року, у місті мешкало 1310 осіб у 630 домогосподарствах у складі 374 родин. Густота населення становила 326 осіб/км².  Було 930 помешкань (231/км²).
Расовий склад населення:
| - 92,0 % — білих - 5,8 % — чорних або афроамериканців - 0,2 % — азіатів |

До двох чи більше рас належало 1,9 %. Частка іспаномовних становила 1,5 % від усіх жителів.
За віковим діапазоном населення розподілялося таким чином: 15,2 % — особи молодші 18 років, 54,8 % — особи у віці 18—64 років, 30,0 % — особи у віці 65 років та старші. Медіана віку мешканця становила 54,3 року. На 100 осіб жіночої статі у місті припадало 89,3 чоловіків;  на 100 жінок у віці від 18 років та старших — 87,7 чоловіків також старших 18 років.
Середній дохід на одне домашнє господарство  становив 64 856 доларів США (медіана — 51 339), а середній дохід на одну сім'ю — 81 984 долари (медіана — 64 808). Медіана доходів становила 41 786 доларів для чоловіків та 38 462 долари для жінок. За межею бідності перебувало 10,6 % осіб, у тому числі 18,3 % дітей у віці до 18 років та 12,8 % осіб у віці 65 років та старших.
Цивільне працевлаштоване населення становило 540 осіб. Основні галузі зайнятості: освіта, охорона здоров'я та соціальна допомога — 22,8 %, мистецтво, розваги та відпочинок — 16,7 %, сільське господарство, лісництво, риболовля — 13,7 %.